# رحبان (إب)

تعديل مصدري - تعديل

رحبان محلة تابعة لقرية السلق، التابعة لعزلة ميتم بمديرية إب إحدى مديريات محافظة إب في الجمهورية اليمنية.، بلغ تعداد سكانها 156 حسب تعداد اليمن لعام 2004.